# Liburnascincus
Liburnascincus — рід сцинкоподібних ящірок родини сцинкових (Scincidae). Представники цього роду є ендеміками Австралії.

## Види
Рід Liburnascincus нараховує 4 видів:
- Liburnascincus artemis Hoskin & Couper, 2015
- Liburnascincus coensis (Mitchell, 1953)
- Liburnascincus mundivensis (Broom, 1898)
- Liburnascincus scirtetis (Ingram & Covacevich, 1980)